# Sture Ericsson
Sture Ericsson, född 15 januari 1898 i Örebro, död 30 september 1945 i Helsingborg, var en svensk gymnast. Han blev olympisk guldmedaljör 1920.